# X밴드 레이더

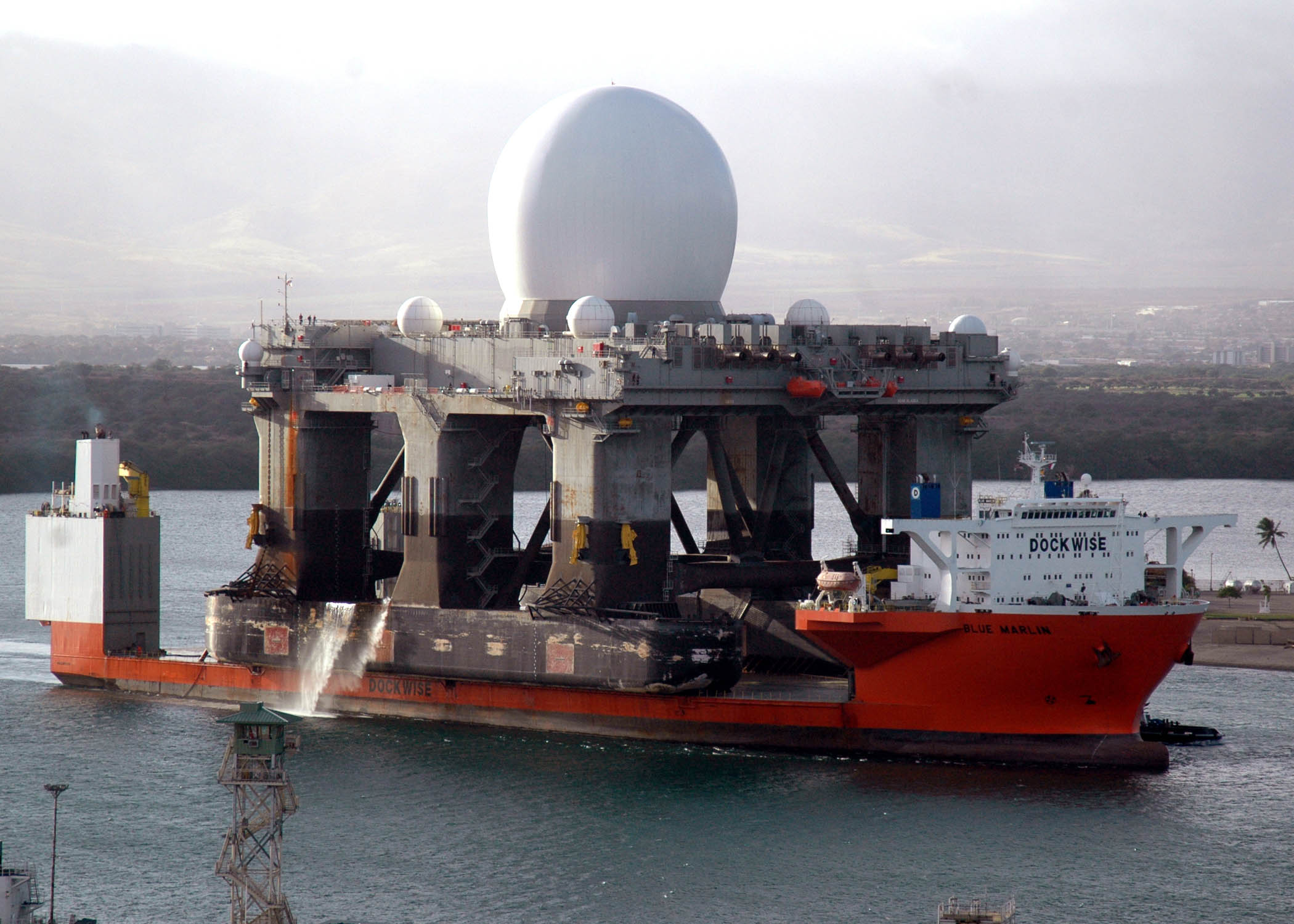
해상 기반 X-밴드 레이다를 장착한 블루 마린호가 텍사스주 코퍼스 크리스티에서 출발하여 15,000 마일의 항해끝에, 2006년 1월 9일 하와이의 진주항에 입항하고 있다.

X밴드 레이다는 X 밴드 주파수(파장: 2.5cm가량)를 사용하는 레이다를 말한다.
X 밴드는 레이다에서 자주 사용하는 주파수 대역이다. X밴드 레이다는 continuous-wave, pulsed, single-pole, dual-pole, SAR, 위상배열 등 여러 가지 유형이 있다. X밴드 레이다는 민간용, 군용, 정부기관용 등 다양한 용도에 사용된다. 기상관측, 공중관제, 해상관제, 군사용 추적, 경찰의 차량속도측정 등에 쓰인다. 최근에 X밴드 레이다 시스템은 대단한 관심을 받고 있다. 비교적 짧은 파장을 가진 X밴드 주파수는, 목표물 식별과 변별을 위한 고해상도 이미지 레이다를 만드는 데 쓰인다.

## THAAD 레이다

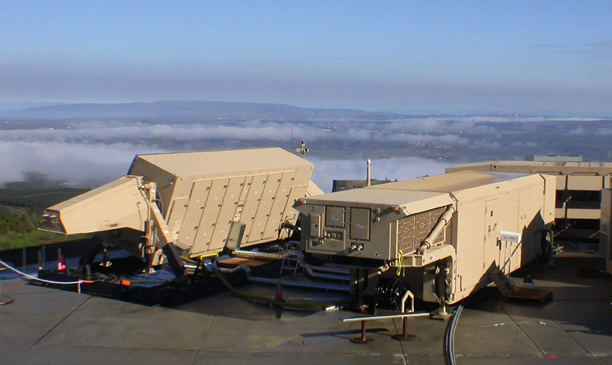
THAAD에 사용되는 FBX-T 레이다는 세계 최대의 지상 및 공중으로 수송가능한 X밴드 레이다이다.

THAAD 레이다는 매사추세츠주 앤도버에 위치한 '레이시온 통합 방공 공장'에서 개발 및 생산되는 X밴드 레이다이다. 이것은 세계 최대의 지상 및 공중으로 수송가능한 X-밴드 레이다이다.
2006년 1월 31일, 대한민국 정부는 지상 통제 장치로 탐지 거리가 500km에 달하는 L-밴드 ‘그린파인’ 레이다 3대와 요격용 애로 2 미사일 36기를 한 세트로 구입하려고 한다고 매일경제가 단독 보도했었다. 2009년 보도에 따르면, 이스라엘의 슈퍼 그린파인 레이다, 미국의 FBX-T 사드 레이다, 프랑스의 M3R 레이다 중 하나를 도입할 것이라고 한다.

## 다른 주파수 밴드
| L 밴드  | 1 to 2 GHz     |
| S 밴드  | 2 to 4 GHz     |
| C 밴드  | 4 to 8 GHz     |
| X 밴드  | 8 to 12 GHz    |
| Ku 밴드 | 12 to 18 GHz   |
| K 밴드  | 18 to 26.5 GHz |
| Ka 밴드 | 26.5 to 40 GHz |
| Q 밴드  | 30 to 50 GHz   |
| U 밴드  | 40 to 60 GHz   |
| V 밴드  | 50 to 75 GHz   |
| E 밴드  | 60 to 90 GHz   |
| W 밴드  | 75 to 110 GHz  |
| F 밴드  | 90 to 140 GHz  |
| D 밴드  | 110 to 170 GHz |

## 같이 보기
- THAAD: 사드 레이다도 X밴드 레이다이다.
- GBI 미사일